# Eugenio Remón Salvador
Blahoslavený Eugenio Remón Salvador řeholním jménem Miguel (7. září 1907, Caudé – 3. srpna 1936, Cànoves i Samalús), byl španělský římskokatolický řeholník Řádu menších bratří konventuálů a mučedník.

## Život
Narodil se 7. září 1907 v Caudé.
Roku 1925 vstoupil do františkanského konventu v Granollers a roku 1928 složil své časné sliby a přijal jméno Miguel. Zde působil jako kuchař a vrátný.
Roku 1933 byl poslán do italského Loreta, kde ve Svaté chýši složil své věčné sliby. O rok později se vrátil do Granollers, kde ho považovali za „svatého muže“ naplněného neobyčejnou vírou.
Když v červenci roku 1936 vypukla Španělská občanská válka a revolucionáři začali pronásledovat katolickou církev, bratr Miguel se ukrýval u přátel. Poté odešel z úkrytu a řekl že je schopen zemřít pro Krista.
Dne 3. srpna 1936 byl zajat a odvezen s otcem bl. Federicem Lópezem y Lópezem do Cànoves i Samalús. Otec Federico mu podal před smrtí rozhřešení a poté byli oba zastřeleni. Jeho poslední slova zněla takto: „Pane, odpusť jim“.

## Proces blahořečení
Proces blahořečení byl zahájen 15. října 1953 v arcidiecézi Barcelona a to spolu s dalšími pěti spolubratry františkány konventuály.
Dne 26. března 1999 uznal papež sv. Jan Pavel II. jejich mučednictví. Blahořečeni byli 11. března 2001 ve skupině José Aparicio Sanz a 232 společníků.